# Delthe
De Delthe of Delt en Usquerdermaar zijn benamingen voor een kanaaltje (maar) in de gemeente Het Hogeland in de Nederlandse provincie Groningen, dat tegenwoordig in tweeën is gesplitst ter hoogte van de Stitswerdermaar. Het noordelijke deel bestaat uit twee takken die Usquerdermaar en Oude Delthe heten en vormt de vroegere bovenloop. Het zuidelijke deel en de vroegere benedenloop heet de Delthe.
De naam Delthe komt van het woord delven (graven), wat wijst op haar kunstmatige (gegraven) oorsprong.

## Loop
De bovenloop bestaat uit twee takken, een westelijke en een oostelijke, die samenkomen bij de vuilstort van Usquert:
- De westelijke tak heet Oude Delthe en stroomt vanaf de spoorlijn bij Warffum via de wierde van Warffumerklooster ten oosten van Warffum naar de vuilstort. Dit is de oude benedenloop van de Delthe. Ooit stond de Oude Delthe in directe verbinding met de Waddenzee via de N363 bij Oostervalge (ten oosten van boerderij Zijlkemaheerd) en een naamloze sloot die naar de Noordpolder voerde, waar deze werd voortgezet als eerst de Schipsloot en vervolgens de Zeewijksterriet om ten westen van boerderij Salome, iets ten westen van Noordpolderzijl, uit te stromen in de Waddenzee. Tegenwoordig is de Oude Delthe echter versperd bij de spoorlijn.
- De oostelijke tak heet Usquerdermaar en stroomt vanaf Usquert via Westerhorn naar de vuilstort, waarbij eerst aan linkerzijde nog de Helwerdermaar instroomt.

Vanaf de vuilstort zet de bovenloop zich voort onder de naam Usquerdermaar (vroeger (Nieuwe) Delthe) en neemt verderop de Koksmaar op. Verderop stroomde vroeger de Stitswerdermaar onder de Usquerdermaar of Delthe door om zich (sinds de 19e eeuw) voort te zetten als het Kanaal door de Zuiderhorn. Sinds de jaren 1970 is het kanaal hier echter afgedamd en is de bovenloop aangesloten op het Kanaal door de Zuiderhorn, dat westelijker uitmondt in de Warffumermaar tussen Hoantil en Bieuwketil. De benedenloop is sindsdien aangesloten op het Stitswerdermaar en wordt als enige nog aangeduid als Delthe. De benedenloop mondt eveneens uit in de Warffumermaar en wel bij de Schaiftil ten noorden van Menkeweer. Vlak voor de uitmonding wordt de Delthe versperd door het gemaal De Delthe, waardoor vaarverkeer niet mogelijk meer is.

## Geschiedenis
De Delthe was in de middeleeuwen een naar het noorden stromende kreek die uitmondde in het waddengebied. De Delthe doorkruiste een uitgestrekt moerasgebied. Namen als Rodewolt en Stitswerderwold (-wold = met bos begroeid (hoog)veengebied) verwijzen hiernaar. Vermoed wordt dat de prediker Liudger eind achtste eeuw via de Delthe naar de wierde van Helwerd moet zijn gevaren.

### Delthe of Maarvliet?
In de kroniek van Bloemhof wordt in 1231 een strijd tussen twee partijen uit Eenrum (Ernerensis) en Uithuizen (Uthusenses) beschreven als een conflict tussen Hunsingo en Fivelgo. Inzet was de verdeling van een ongenoemd eiland, daarnaast streed men over afwateringsproblemen.  In de kroniek wordt gesproken over de vetus fossatum, de "oude gracht der oeroude tweedracht", die de Eenrummers opnieuw lieten uitgraven tot aan de zee. Daarbij zou het volgens sommige auteurs kunnen gaan om de Delthe. De Uithuizers probeerden dit op hun beurt ongedaan te maken.  De ruzie liep uit de hand doordat steeds meer partijen zich ermee gingen bemoeien tot het conflict in 1250 na 22 jaar werd bijgelegd. Ook de kerk van Usquert, de hoofdplaats van het Oosterambt, ging bij dit alles in vlammen op.
De interpretatie van deze passage heeft geleid tot nogal wat discussie. Volgens sommige historici zou het hierbij gaan om de Delthe, anderen denken aan het Maarvliet bij Uithuizen. Menso Alting suggereerde het laatste al in 1701. Hij veronderstelde tegelijkertijd dat Uithuizen en Usquert oorspronkelijk bij Fivelgo zouden horen. Het eiland waarover men streed, betrof zijns inziens de buitendijkse aanwas. Daarentegen stelde Driessen in 1822 dat het om de Oude Weer moest gaan. Acker Stratingh meende dat het om een verdedigingsgracht ging en dacht daarbij opnieuw aan het Maarvliet. Volgens oud-rijksarchivaris Formsma zou het conflict wel degelijk de Delthe betreffen. Ook Meindert Schroor betoogde dat het gaan om een reeds langer betwiste grens tussen de gouwen Hunsingo en Fivelingo zou gaan; het Oosterambt zou in zijn geheel bij Fivelgo hebben gehoord. Het eiland identificeert hij als een afgelegen gebied rond Warffum (tussen Oude Weer en Oude Delthe).
Hedendaagse mediëvisten (waaronder de auteurs van nieuwe Geschiedenis van Groningen) gaan er daarentegen van uit dat Uithuizen en Usquert altijd al hebben behoord tot Hunsingo. Het zou daarom eerder gaan om een strijd binnen het toenmalige Oosterambt, waarbij de ene partij steun zocht in het Halfambt (Eenrum) en de andere (onder leiding van Uithuizen) in Fivelgo. Dat Usquert als oude hoofdplaats van de gelijknamige proosdij eerder bij Fivelgo zou hebben gehoord, is niet erg waarschijnlijk. Het eiland waarover het ging, zal eerder Rottumeroog (of eventueel Bosch) zijn geweest. Inzet van de strijd moet tevens de afwatering van de veengebieden rond Ten Boer en Bedum hebben betroffen. De Delthe vormde niet de grens tussen Halfambt en Oosterambt: die werd gevormd door het Warffumermaar en de Oude Weer en viel samen met de grens tussen de decanaten Baflo en Usquert. De Delthe vormde evenmin de grens tussen de westelijke gebieden waar met jukken werd gerekend en de oostelijke gebieden waar vooral met grazen werd gemeten, zoals Schroor suggereert; die lag iets oostelijker. Daarentegen vormde het Maarvliet wel de oude grens tussen Hunsingo en Fivelgo.

### Latere ontwikkelingen
De afwatering van het gebied rond de Delthe werd door het voltooien van de Oude Dijk langs de Waddenkust rond 1200 en het verder opslibben van de kwelders steeds moeilijker. Het achterland kwam daarentegen ten gevolge van veenontginning lager te liggen. Het dunne veenpakket ten noorden van het Winsumerdiep en het Deelstermaar was inmiddels verteerd of had zich vermengd met de onderliggende knipklei. Voor de afwatering maakte men niet alleen gebruik van de Oude Weer en wellicht ook van Rasquerdermaar (die via de Oude Tocht en het Westernielandstermaar bij Hiddingezijl in zee uitmondde), maar ook van het latere Winsumerdiep, die zijn water in de Hunze loosde. Terugstromend water leidde ongetwijfeld tot wateroverlast in het lager gelegen gebied rond Onderdendam, waarvan men vooral rond Winsum en Bedum de gevolgen merkte. Dit zou - als de identificatie van de 'oude gracht' met de Delthe klopt - mede aanleiding geweest kunnen zijn voor het conflict in 1231. Misschien ging het dan om de verlenging van de Oude Delthe in de richting van de Warffumer Rijte. Die stroomde via de Schipsloot naar het noorden; het Zeewijksterriet is daarvan nog een overblijfsel. In de uitmonding van de Delthe lag een sluis of zijl te Warffumerzijl bij de boerderij Zijlkemaheerd (Oostervalge 37).
Om de afwatering naar het noorden te verbeteren werden de Oude Weer en de Oude Delthe later rechtgetrokken. Amateurhistoricus Menko Holtman vermoedt twee voormalige meanders: een meander zou hebben gelopen tussen Menkeweer en het kloostervoorwerk Zuidwende via het kloostervoorwerk Barghuis. De naam Zuidwende (Zuidwending = waterkering) zou verwijzen naar de dijk die hier ter afdamming van de meander werd gelegd. Een andere meander zou volgens Holtman hebben gelegen aan westzijde van de Oude Delthe/Usquerdermaar tussen de instroom van de Koksmaar en de wierde van Warffumerklooster via onder andere de boerderijen Schathuis (vroegere Warffumborg) en Warffumerklooster (de vroegere Commanderij Warffum). Een andere maatregel ter verbetering van de afwatering was het graven van diverse maren, zoals de Usquerdermaar, Warffumermaar, Koksmaar en Rasquerdermaar. Omdat deze maatregelen uiteindelijk niet voldoende soelaas boden en de Oude Delthe steeds verder dichtslibde, werd de stroomrichting van het water uiteindelijk in zuidelijke richting geleid. Wanneer de laag gelegen gebieden tussen de Oude Delthe en de hoger opgeslibde Fivelboezem zijn ingelaten bij het Winsumer- en Schaphalsterzijlvest is niet bekend. Volgens Schroor gebeurde dat tussen 1350 en 1450, maar een eerdere datum ligt meer voor de hand. Al in 1250 sloten de strijdende partijen vrede. Rond Onderdendam werden nieuwe keersluizen gebouwd, waardoor de afwatering van het achterland voortaan beter geregeld kon worden. In het Hunsingoer Landrecht van 1252 werd voorgeschreven dat de inwoners van Innersdijk en die van het Oosterambt voortaan jaarlijks in Onderdendam bijeen zouden komen om eventuele geschillen te beslechten. Door dit alles werd het tevens mogelijk dat ook zuidelijk Fivelgo rond Ten Boer zijn water in de richting van het Reitdiep kon lozen. Bij de totstandkoming van het Winsumer- en Schaphalster zijlvest rond 1300 deed dit gebied al volledig mee.
Nadat het Oosterniezijlvest bij Oosternieland, met de latere schepperijen Uithuizen, Zandeweer en Overmaringe in 1457 werd toegelaten tot het Winsumer- en Schaphalsterzijlvest ging het Maarvliet (de oude grenssloot tussen Hunsingo en Fivelingo) als afwateringskanaal fungeren. De landerijen ten westen van met Maarvliet loosden hun water voortaan in de richting van het Reitdiep.  Om de inlating van dit gebied bij het Winsumer- en Schaphalsterzijlvest mogelijk te maken werd het Meedstermaar aangesloten op het Helwerdermaar en het Usquerdermaar en werd het Eppenhuistermaar via het Eelswerdermaar verbonden met het Koksmaar, zodat er een open verbinding met de Delthe ontstond. Schotdeuren moesten 's zomers wateroverlast in het stroomgebied van de Delthe voorkomen. In het Startenhuistermaar, het Hoogepandstermaar en het Huizingermaar werden met dit doel duikers of pompen aangebracht. 's Winters was er kennelijk geen houden aan, zodat men de schotdeuren open liet staan en het gebied onderliep. Daarnaast werd - om de toegenomen waterstroom te verwerken - de oude Winsumerzijl (Oldenzijl) in 1459 vervangen door de nieuwe Schaphalsterzijl.
De vernieuwde Warffumerzijl werd al vóór 1458 gedempt, maar later kennelijk weer in gebruik genomen. Deze sluis bestond nog in 1499; in 1571 wordt gesproken over de oude Warffumerzijl.
In de 19e en 20e eeuw vormde de Delthe in het zuiden de grens tussen de gemeenten Warffum en Kantens en in het noorden tussen de gemeenten Warffum en Usquert. In de 19e eeuw werd de Delthe verbreed omdat deze van belang voor de binnenvaart was. In 1875 werd bij Delthuizen een steenfabriek gebouwd, maar deze sloot al in 1915 haar deuren; van de plek is niets meer terug te vinden. In de jaren voor de Tweede Wereldoorlog nam het scheepvaartverkeer over de Delthe steeds verder af. In 1967 werd de Delthe onttrokken aan het scheepvaartverkeer en in de jaren 1970 werd de loop in tweeën gesplitst.